# Portugalskie Siły Powietrzne
Portugalskie Siły Powietrzne (PoAF) (Força Aérea Portuguesa, FAP) wojska lotnicze Portugalii. Powstały na bazie połączenia Aeronáutica Militar (lotnictwo wojsk lądowych) i Aviação Naval (lotnictwo marynarki) w 1952. Marynarka Wojenna nadal wykorzystuje jednak 5 śmigłowców morskich AgustaWestland Super Lynx Mk.95, Wojska Lądowe miały otrzymać 10 śmigłowców NHI NH90, ale z zakupu zrezygnowano w 2012 roku.

## Historia
W 1956 roku pod dowództwem sił powietrznych sformowano jednostkę powietrznodesantową BCP – Batalhão de Caçadores Páraquedistas. W 1960 spadochroniarze otrzymali karabin AR-10, nieznany w innych armiach pierwowzór M16, nieużywany także przez wojska lądowe. Walczyli oni w serii zbrojnych kampanii znanych jako Guerra Colonial Portuguesa z afrykańskimi partyzantami (guerrillas) na terenie Gwinei, Afryki Zachodniej (Angola) i Wschodniej (Mozambik) w latach 1961–1974, w walce poległo 160 żołnierzy z czterech batalionów tej formacji. Samoloty Douglas DC-6 i Boeing 707 wykorzystywano do utrzymania mostu powietrznego z koloniami, na terenie których do transportu wojsk używano samolotów Nord Noratlas i C-47 oraz śmigłowce Alouette i Puma, odpowiedzialne także za ewakuację medyczną. Do wsparcia wojsk lądowych i prowadzania rozpoznania zaangażowano samoloty bojowe F-84G Thunderjet, F-86F Sabre, Fiat G.91, lekkie bombowce PV-2 Harpoon i B-26 Invader oraz uzbrojone samoloty szkolne T-6 Texan.
Od 1968 roku wojsko poszukiwało następcy dla starzejących się F-84G i F-86F. Do 1974 jako preferowanego dostawcę uznano Francję, ze względu na negatywny stosunek USA do kolonialnej polityki kraju. Prowadzono negocjacje z Francją ws. zakupu Mirage III lub Mirage 5. Po puczu 25 kwietnia 1974 w wojsku zostało przeprowadziło reorganizację, w 1975 wojska powietrznodesantowe włączono w skład wojsk lądowych (Exército Português). W związku z dekolonizacją i skromniejszymi funduszami priorytetem przestało być zwalczanie partyzantki, ale wypełnianie zobowiązań w NATO. W związku z tym preferowane były samoloty amerykańskie F-5E Tiger II oraz szkolne T-38A Talon. Ponieważ Sojusz posiadał już na półwyspie amerykańskie myśliwce F-4 Phantom II w bazie Torrejón, a Hiszpania przygotowywała się do dołączenia do NATO, Stany Zjednoczone zamiast myśliwców jako samoloty najbardziej odpowiednie do zapewnienia bezpieczeństwa żeglugi na Atlantyku zaproponowały dostarczenie A-7D Corsair II lub A-4N Skyhawk. Wyboru A-7P Corsair II dokonano dopiero w maju 1980 jako tańszej alternatywy dla F-5, a koszt zakupu 20 samolotów sfinansowano prawie w całości ze środków amerykańskiej pomocy Military Assistance Program i opłat za korzystanie z bazy Lajes na Azorach. W 1983 zamówiono dalsze 24 A-7P i sześć treningowych TA-7P. Wszystkie samoloty były należącymi do US Navy A-7A zmodernizowanymi do wersji A-7P. Dostawy pierwszej transzy zrealizowano od 1981 do 1982, a drugiej w latach 1984–1986. W wypadkach od 1984 do 1995 utracono 12 samolotów, skutkujących śmiercią pięciu pilotów. W związku z dużą liczbą wypadków i brakiem części zamiennych już w 1990 zdecydowano o zakupie 20 nowych F-16 Fighting Falcon. Od 1994 roku dostarczono 17 F-16A i trzy F-16B w wersji Block 15 OCU. W 1996 roku dla zastąpienia wszystkich A-7 zwrócono się o dalsze 25 używanych F-16A/B Block 15, z których 20 zostało zmodernizowanych lokalnie do wersji MLU w latach 2001–2003, a pięć przeznaczono na części. W 2012 roku Portugalia sprzedała Rumunii dziewięć swoich F-16, które wraz z trzema kolejnymi odkupionymi od USA samolotami po modernizacji w Portugalii do wersji MLU będą podstawowymi rumuńskimi myśliwcami. Od 1993 roku do 2018 roku na służbie pozostawało 50 pozyskany z Niemiec samolotów Alpha Jet. 13 stycznia 2018 roku uroczyście pożegnano ostatni Alpha Jet pozostający na służbie Portugalskich Sił Powietrznych.

## Organizacja

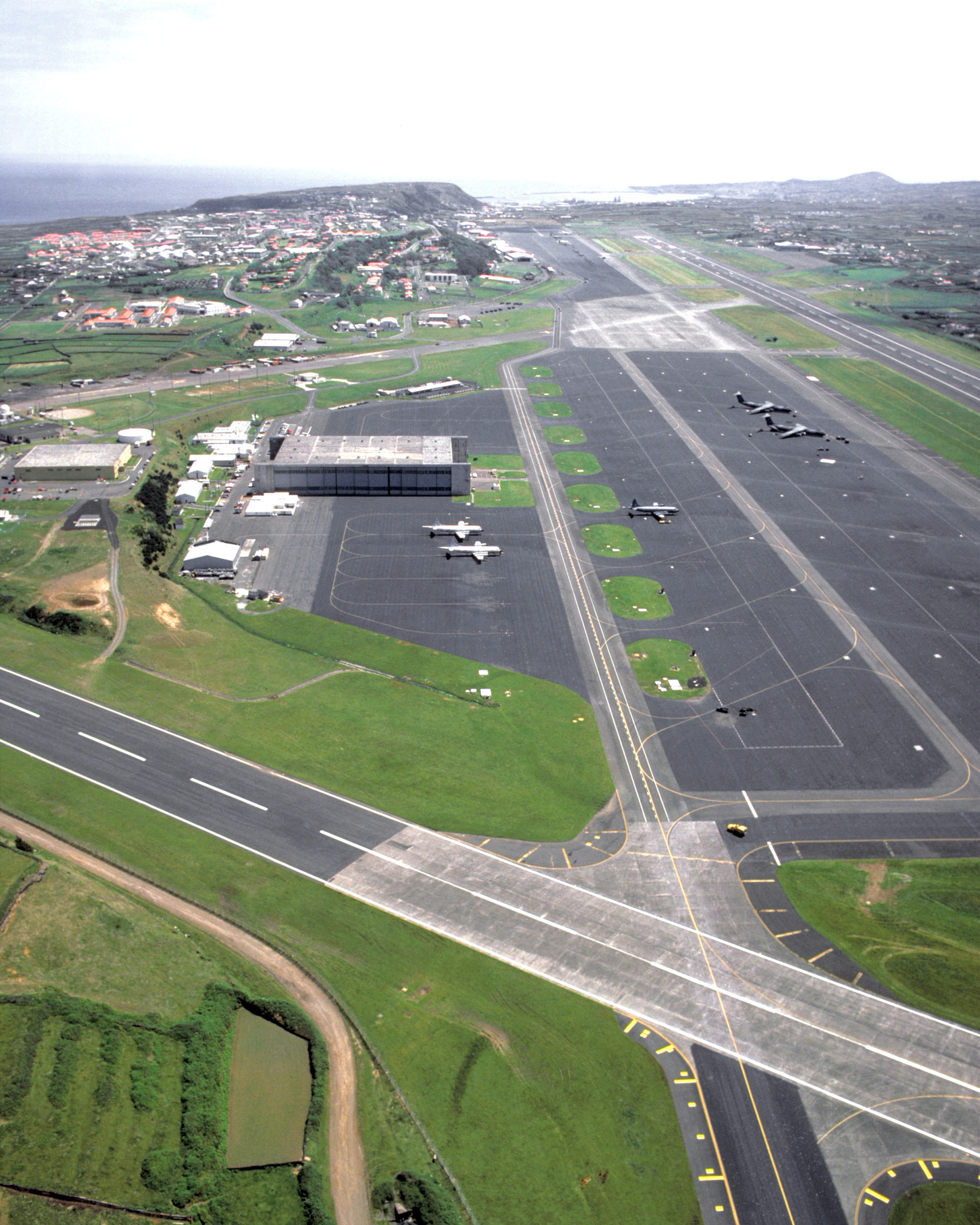
Baza No. 4 na Azorach.

Baza Lotnicza Nr 1 (BA1) – Sintra, Lizbona
- 802 Eskadra „Águias” (Orły) – szkolenie lotnicze
- 101 Eskadra „Roncos” (Ryki) – szkolenie podstawowe

Baza Lotnicza Nr 4 (BA4) – Lajes, Azory
- 502 Eskadra „Elefantes” (Słonie) – Grupa Poszukiwawczo-Ratownicza
- 751 Eskadra „Pumas” (Pumy) – Grupa Poszukiwawczo-Ratownicza
- 752 Eskadra „Pumas” (Pumy) – Grupa Poszukiwawczo-Ratownicza

Baza Lotnicza Nr 5 (BA5) – Monte Real, Leiria
- 201 Eskadra „Falcões” (Sokoły) – eskadra F-16 (17 F-16AM, 3 F-16BM)
- 301 Eskadra „Jaguares” (Jaguary) – eskadra F-16 (14 F-16AM, 2 F-16BM, 1 F-16B)

Baza Lotnicza Nr 6 (BA6) – Montijo, Setúbal
- 401 Eskadra „Cientistas” (Naukowcy) – nadzór i rozpoznanie
- 501 Eskadra „Bisontes” (Bizony) – transport
- 502 Eskadra „Elefantes” (Słonie) – transport
- 504 Eskadra „Linces” (Rysie) – VIP i MEDEVAC
- 751 Eskadra „Pumas” (Pumy) – Grupa Poszukiwawczo-Ratownicza
- EsqHel da Marinha (Śmigłowce morskie)

Baza Lotnicza Nr 11 (BA11) – Beja
- 103 Eskadra „Caracóis” (Ślimaki) – szkolenie zaawansowane
- 552 Eskadra „Zangões” (Trutnie) – transport i szkolenie śmigłowcowe
- 601 Eskadra „Lobos” (Wilki) – Morska eskadra patrolowa

Lotnisko Przelotowe Nr 1 (AT1) – Lizbona
Lotnisko Manewrowe Nr 1 (AM1) – Ovar, Aveiro
- 552 Eskadra „Zangões” (Trutnie) – Grupa Poszukiwawczo-Ratownicza

Lotnisko Manewrowe Nr 3 (AM3) – Porto Santo, Madeira
- 751 Eskadra „Pumas” – Grupa Poszukiwawczo-Ratownicza
- 502 Eskadra „Elefantes” – Grupa Poszukiwawczo-Ratownicza

Stacje radarowe (UVD)
- ER1 – szczyt Fóia
- ER2 – Paços de Ferreira
- ER3 – szczyt Montejunto

## Wyposażenie

### Obecne
| Zdjęcie | Samolot                               | Producent                | Typ                                      | Wersja                                       | Liczba sztuk | Uwagi |
| ------- | ------------------------------------- | ------------------------ | ---------------------------------------- | -------------------------------------------- | ------------ | --- |
|         | General Dynamics F-16 Fighting Falcon | Stany Zjednoczone        | myśliwiec wielozadaniowy                 | F-16AM-20 F-16BM-20MLU F-16B-15 OCU          | 22 5         | Dostarczono 25 Block 15 i 20 Block 15 OCU, 36 zmodernizowano do Block 20 Mid-Life Update, 3 utracono w wypadkach, jeden zamieniono w pomnik. Pozostaną w służbie do 2030 roku. 9 sztuk sprzedano Rumunii. |
|         | CASA C-295                            | Hiszpania                | średni transportowiec morski patrolowiec | C-295M MPA Persuader                         | 7 5          | |
|         | C-130 Hercules                        | Stany Zjednoczone        | taktyczny transportowiec                 | C-130H C-130H-30                             | 5            | Jeden rozbił się w 2016. |
|         | Lockheed P-3 Orion                    | Stany Zjednoczone        | morski patrolowiec                       | P-3C CUP+                                    | 5            | Ex-holenderskie, zastąpiły 6 P-3P. |
|         | Dassault Falcon 20                    | Francja                  | transport VIP                            | Falcon 20                                    | 1            | |
|         | Dassault Falcon 50                    | Francja                  | transport VIP                            | Falcon 50                                    | 2            | |
|         | AgustaWestland AW101                  | Włochy · Wielka Brytania | Search and Rescue dozór Combat SAR       | EH-101 Mk. 514 EH-101 Mk. 515 EH-101 Mk. 516 | 6 2 4        | |
|         | Aérospatiale Alouette III             | Francja                  | śmigłowiec użytkowy                      | SA-316B                                      | 6            | |
|         | de Havilland DHC-1                    | Kanada                   | szkolenie wstępne                        | Chipmunk T.20                                | 6            | |
|         | Aérospatiale TB-30 Epsilon            | Francja                  | szkolenie podstawowy                     |                                              | 16           | |
|         | LET L-23 Super Blanik                 | Czechy                   | szybowiec szkolny                        |                                              | 3            | |
|         | Alexander Schleicher ASK 21           | Niemcy                   | szybowiec szkolny                        |                                              | 4            | |
|         | Fournier RF-10                        | Francja                  | szybowiec szkolny                        |                                              | 4            | |

### Wycofane
Myśliwce/Myśliwsko-bombowe

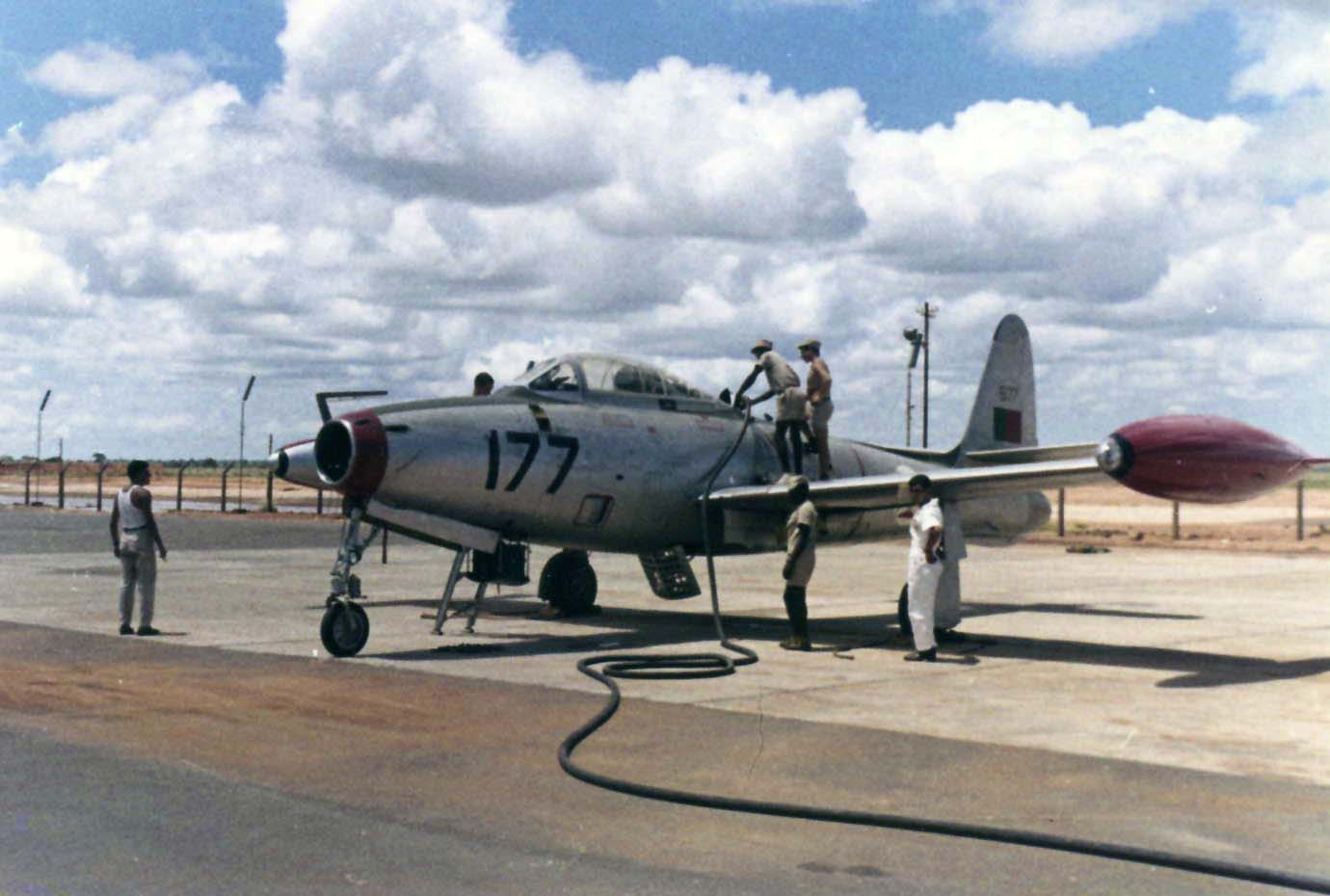
F-84 Thunderjet w bazie Luanda w okresie wojny kolonialnej w Angoli

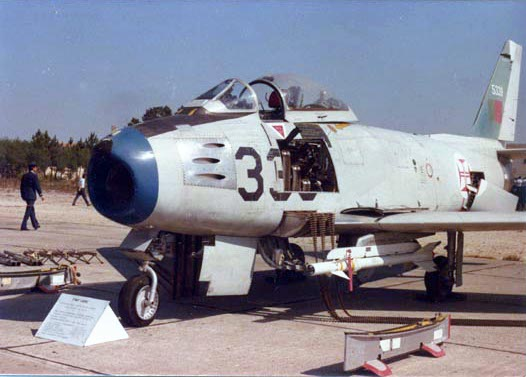
North American F-86F Sabre

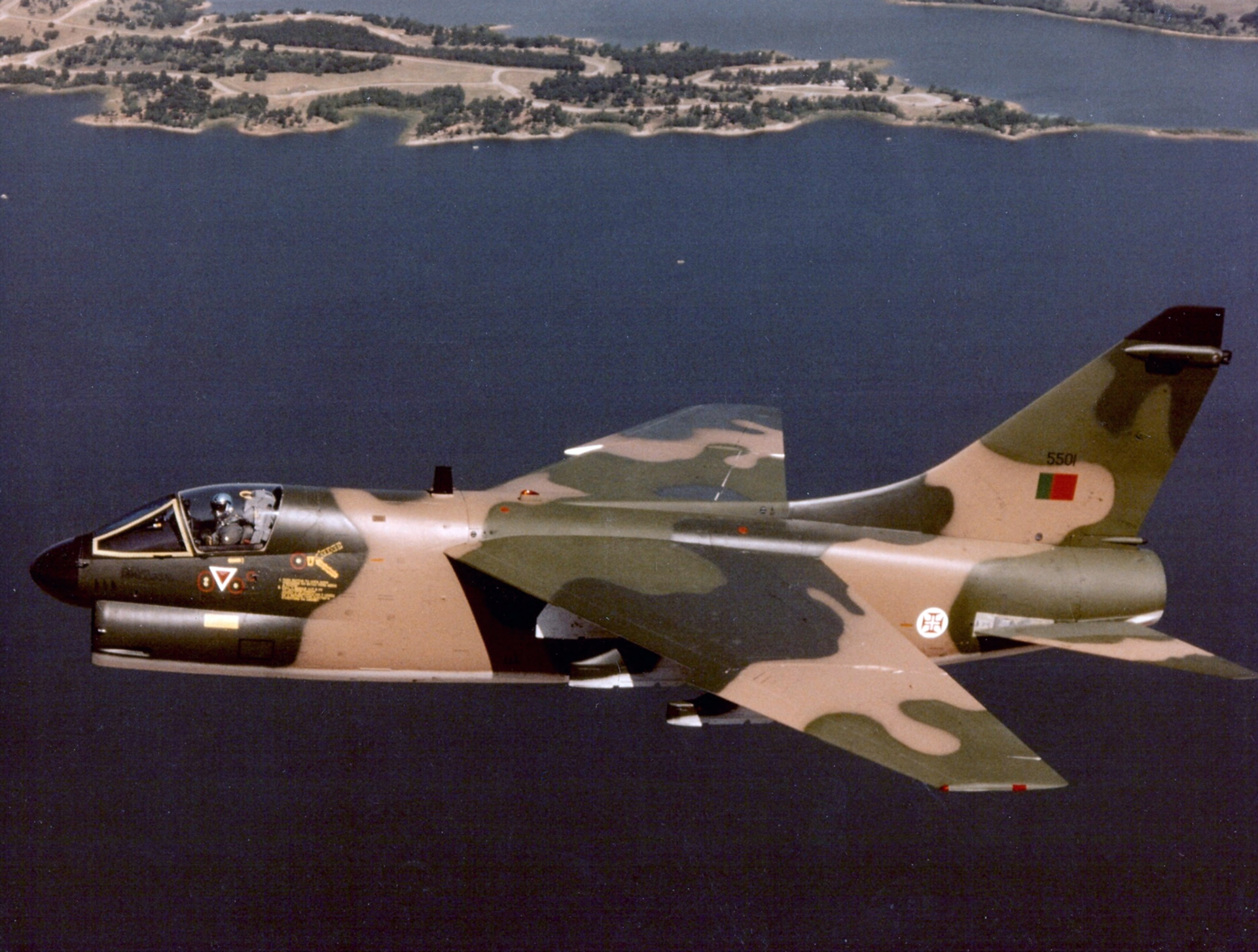
A-7P Corsair

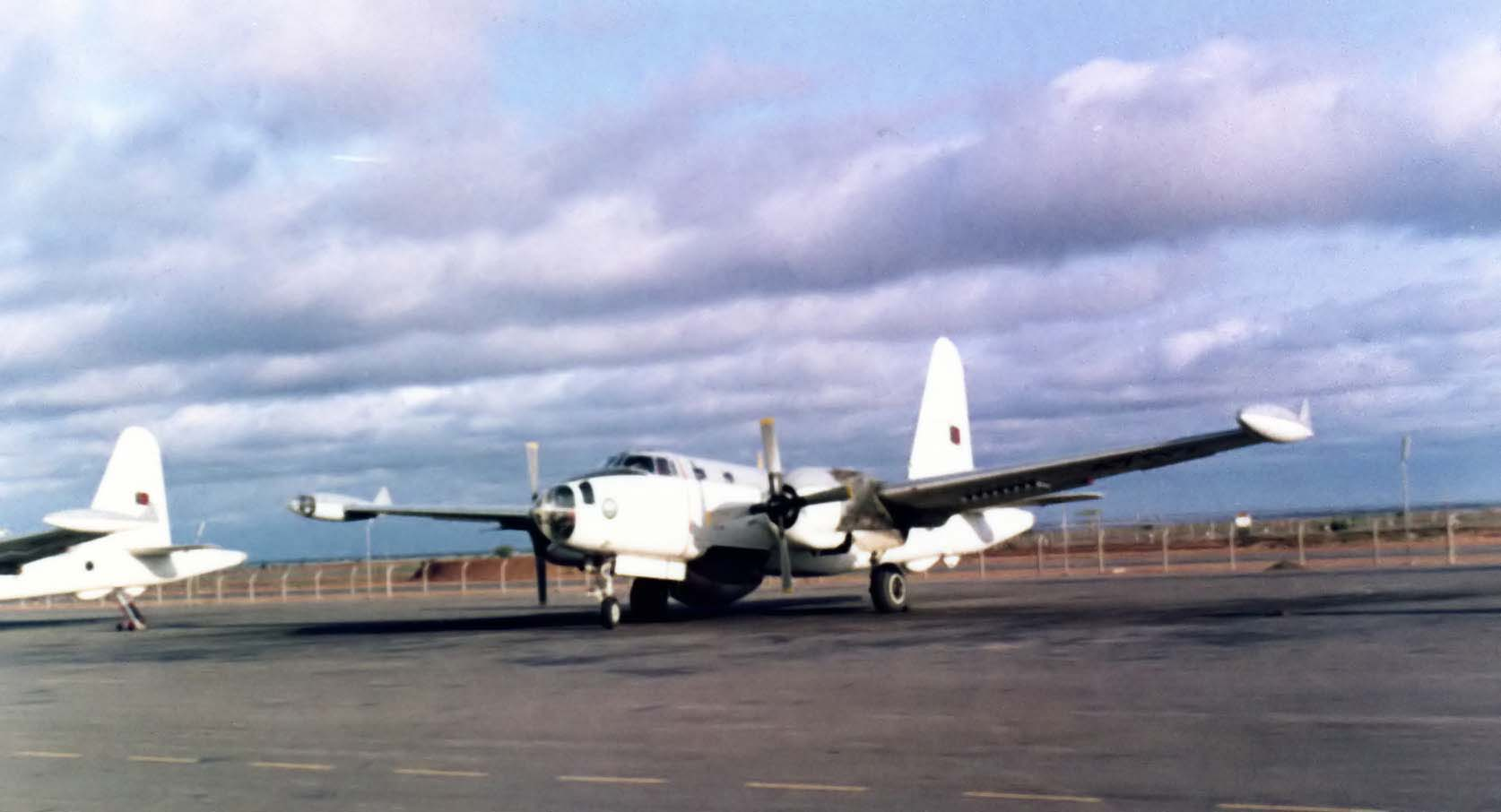
P2V5 Neptune

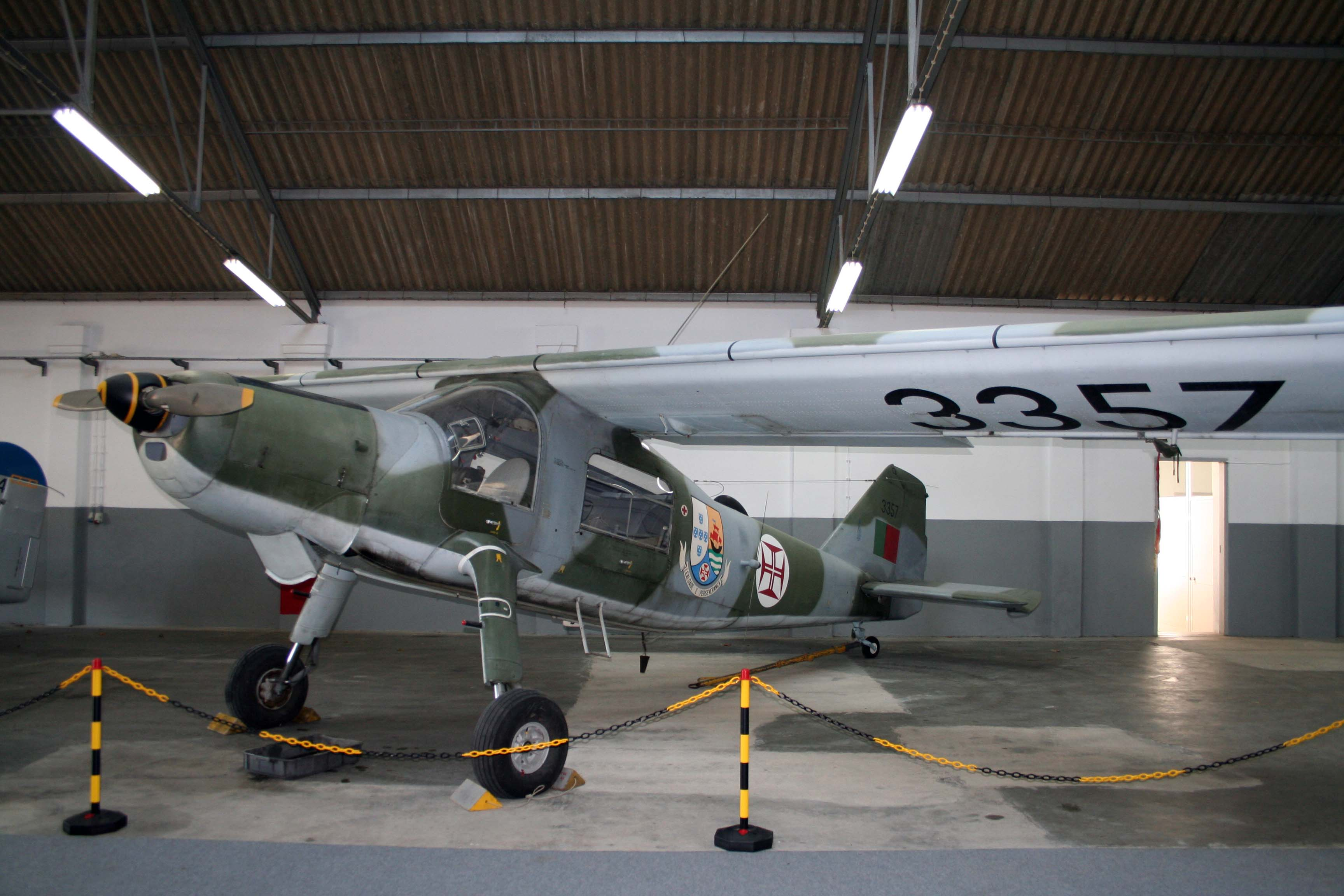
DO 27

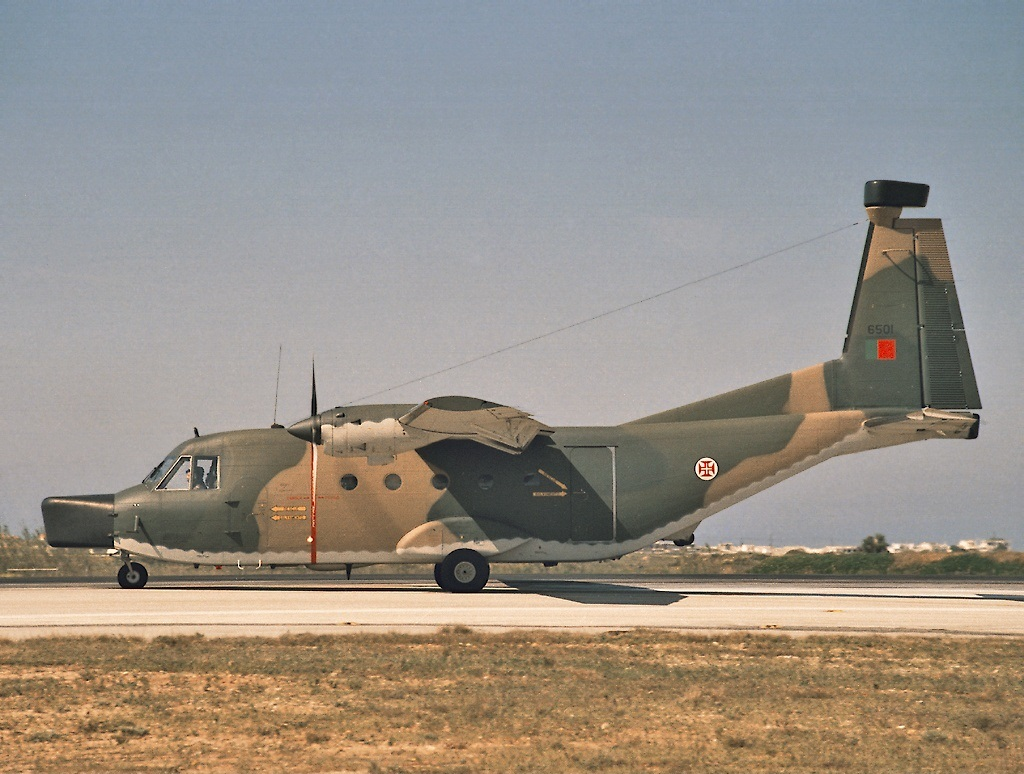
CASA C-212-100

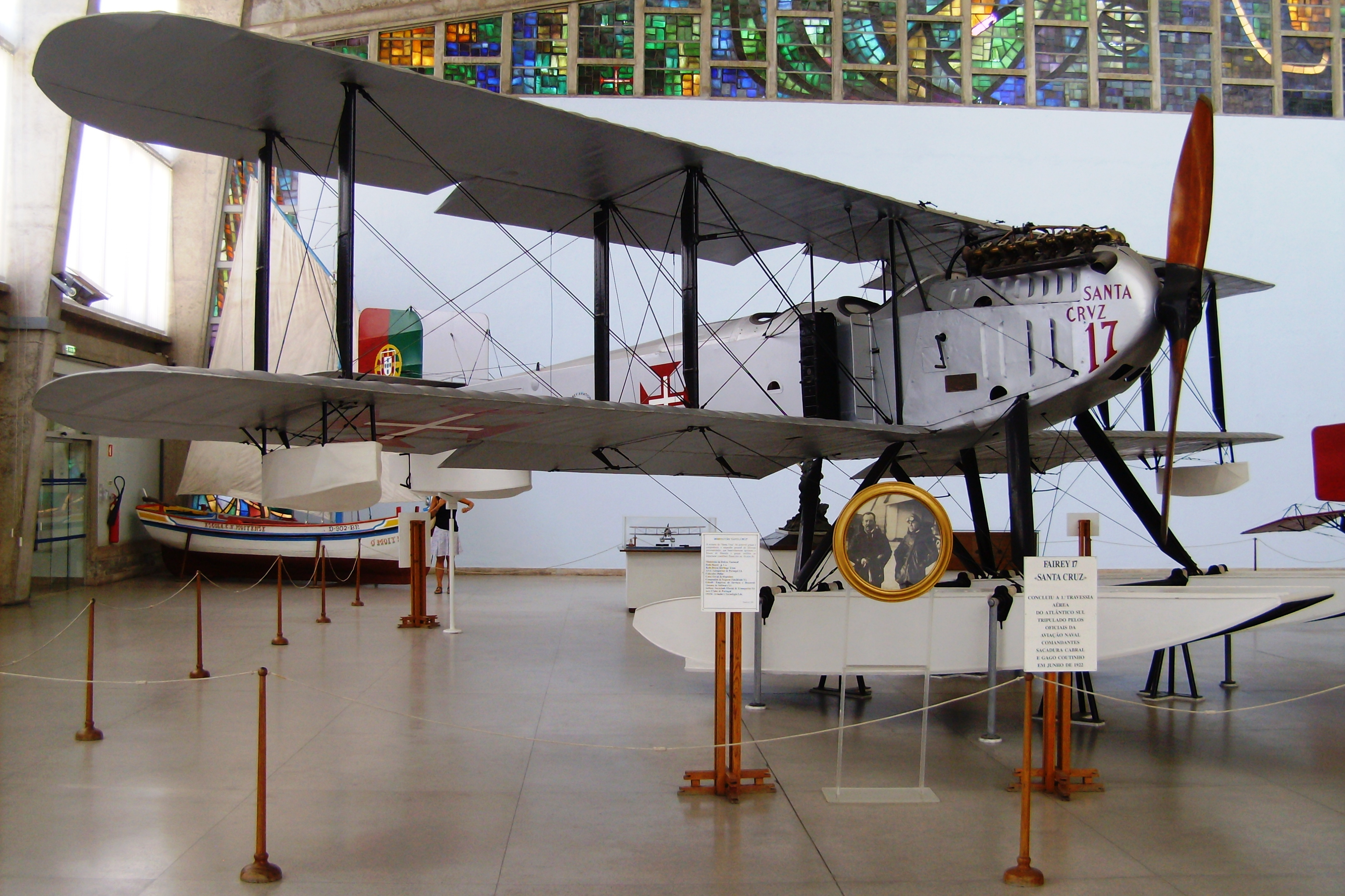
Fairey F III-D

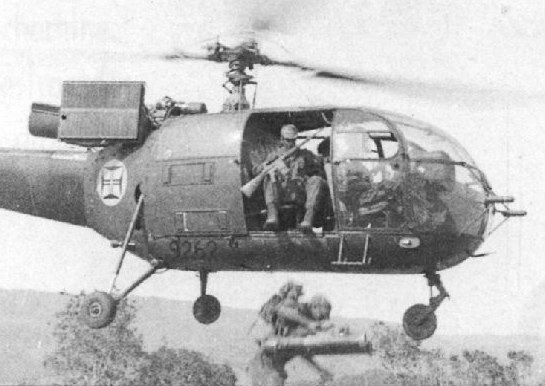
SA 319 Alouette III używany w Angoli

- SPAD S.VII-C1 – 12 w latach 1919–1935.
- Martinsyde F.4 – 4 w latach 1919–1933.
- Nieuport 21 – 8 od 1920.
- Hawker Fury Mk I – 3 w latach 1934–1945.
- Gloster Gladiator Mk II – 30 w latach 1938–1952.
- Curtiss 75A-4 Hawk – 17 w latach 1941–1945.
- Lockheed P-38 Lightning – 2 F/G w latach 1942–1945.
- Bell P-39 Airacobra – 19 w latach 1942–1950.
- Supermarine Spitfire – 18 Mk I 1942–1948, 93 VB 1943–1954.
- Hawker Hurricane IIB/IIC – 151 w latach 1943–1954.
- Republic P-47 Thunderbolt – 50 w latach 1952–1956.
- Republic F-84 Thunderjet – 125 w latach 1953–1974.
- North American F-86 Sabre – 65 w latach 1958–1980.
- Fiat G.91R3/R4 – 85 w latach 1965–1993.
- LTV A-7 Corsair II – 51 w latach 1981–1999.
- General Dynamics F-16 Fighting Falcon Block 15/Block 15 OCU – 45 od 1994.

Bombowce
- Caudron G.IV – 9 w latach 1918–1923.
- Breguet 14A-2/T-2 – 29 od 1919.
- Vickers Valparaiso I/II – 14 w latach 1923–1933.
- Vickers Valparaiso III – 13 w latach 1933–1943.
- Hawker Hind – 4 od 1937.
- Junkers Ju 86K-8 – 10 w latach 1938–1948.
- Breda Ba.65bis – 10 w latach 1939–1941.
- Consolidated B-24 Liberator – 6 od 1943.
- Curtiss SB2C Helldiver – 24 C-5 od 1950-1952.
- Douglas A-26 Invader – 7 w latach 1965–1976.

Patrolowe/rozpoznawcze
- Nieuport 83 – 7 od 1919, 3 Ni-80 od 1920.
- Fairey IIID/IIID Mk.2 – 7 w latach 1922–1931.
- Boeing B-17 Flying Fortress – 5 SB-17G w latach 1947–1960.
- Douglas C-54 Skymaster – 6 HC-54 Searchmaster od 1947.
- Lockheed PV-2C/D Harpoon – 34 w latach 1953–1975.
- Lockheed P-2 Neptune – 12 w latach 1960–1977.
- Lockheed P-3P Orion – 6 w latach 1985–2011.

Transportowe/użytkowe
- Potez XXVA-2 – 34 w latach 1931–1943.
- Junkers Ju 52/Amiot A.A.C.1 Toucan – 27 w latach 1936–1972.
- Douglas C-54 Skymaster – 10 od 1947.
- Beechcraft D-18S/AT-11 Kansan – 21 w latach 1947–1977.
- De Havilland Dragon Rapide DH-89A – 1 w latach 1950–1968.
- Piper PA-18 Super Cub – 27 w latach 1952–1976.
- Douglas C-47 Skytrain – 1 1944-1958, 28 w latach 1958–1976.
- Auster D.5/108&180/160 – 92 w latach 1960–1976.
- Nord Noratlas – 30 w latach 1960–1978.
- Dornier Do 27 – 146 w latach 1961–1979.
- Douglas DC-6A/B – 10 w latach 1961–1978.
- Boeing 707-3F5C – 2 w latach 1971–1976.
- CASA C-212-100 – 24 w latach 1974–2011.

Treningowe
- Caudron G.III – 58 od 1916.
- Avro 504 – 27 w latach 1924–1937.
- Morane-Saulnier MS.233/133 – 20 od 1931.
- De Havilland Tiger Moth DH-82/A – 30 w latach 1934–1954.
- Avro 626 Tutor – 31 w latach 1936–1952.
- Miles Master II/III – 13 w latach 1941–1958.
- Miles Martinet T.T.1 – 11 w latach 1942–1952.
- Airspeed Oxford I/II – 31 w latach 1943–1957.
- Miles Magister I – 10 w latach 1946–1956.
- Avro Anson T.1 – 10 od 1947.
- North American T-6 Texan AT-6/SNJ-4/Harvard – 257 w latach 1947–1978.
- de Havilland Canada DHC-1 Chipmunk – 76 w latach 1951–1997 (6 wyremontowano).
- de Havilland Vampire T.55 – 2 w latach 1952–1954.
- Lockheed T-33A Shooting Star – 28 w latach 1952–1991.
- Cessna T-37 Tweet – 30 w latach 1961–1992.
- Piper PA-32 Cherokee Six – 4 w latach 1970–1974.
- Cessna 182C/310B/401B/206 – po 1.
- Cessna 185A Skywagon – 5 w latach 1971–1974.
- Cessna Skymaster FTB-337G – 32 w latach 1974–2007.
- Northrop T-38 Talon – 12 w latach 1977–1994.

Łodzie latające
- Grumman G-21 Goose – 12 G-21B w latach 1940–1960.
- Short Sunderland Mk I – 1 w latach 1941–1944.
- Grumman G-44 Widgeon – 12 w latach 1941–1962.
- Grumman HU-16 Albatross – 3 w latach 1954–1962.

Śmigłowce
- Sikorsky UH-19A – 2 w latach 1954–1960.
- Aérospatiale Alouette II – 7 w latach 1957–1976.
- Aérospatiale Alouette III SA 319 – 140 od 1963.
- Aérospatiale Puma SA 330 – 13 w latach 1969–2006.